# Iranofil
Iranofil, även kallad persofil, är en person som inte är iranier, men har ett stort intresse för den iranska kulturen - till exempel språk och litteratur, historia, musik, film, mat, kläder eller andra kulturyttringar. En av de främsta iranofilerna under 1900-talet var den brittiske litteraturhistorikern Edward Browne som deltog i den konstitutionella revolutionen i Iran 1906 och den amerikanske konstvetaren Arthur Upham Pope. Pope ligger begravd i Isfahan med sin fru.

## Under antiken och medeltiden
Under antiken beskrevs grekiska ledare som bar persiska titlar och namn som persofiler.
Eftersom persiskan under medeltiden var litteraturens och bildningens kanske främsta språk i Främre Asien och Centralasien kom detta språk att ibland förknippas med förfining. Detta kan ha påverkat människors tendenser att vilja framstå som intresserade av Persien under olika perioder. Flera osmanska sultaner var iranofiler, vilket inte minst kom till uttryck i deras förkärlek för persisk poesi och målning, samtidigt som de var svurna fiender till det safavidiska kungahuset som styrde i Persien. 
Den logiska motsatsen till iranofil är iranofob.

## Berömda iranofiler
- Xenofon, författare till Kyropaidia (Svenska: En persisk furstes uppfostran) om Kyros II
- Akbar den store, indisk mogulhärskare
- Johann Wolfgang von Goethe, tysk författare till diktsamlingen Väst-östlig divan, tillägnad Hafiz
- Friedrich Nietzsche, tysk filosof
- Arthur de Gobineau, fransk diplomat och historiefilosof
- Edward Browne, engelsk litteraturhistoriker
- Arthur Upham Pope, amerikansk konstkännare
- Eyvind Bratt, svensk diplomat
- H.S. Nyberg, svensk professor i semitiska språk och författare till flera andra studier om antikens Iran.
- Geo Widengren, svensk professor i religionsvetenskap
- Richard Nelson Frye, svenskättad amerikansk historiker
- Peter Avery, engelsk historiker
- Jaakko Hämeen-Anttila, finsk akademiker och översättare av persisk litteratur
- John Limbert, amerikansk diplomat och författare

### Övriga källor
- Journal of Hellenic Studies, 1984.  Nätversion
- Boardman, John (1982). The Cambridge Ancient History, Cambridge, England: Cambridge University Press.   Nätversion
- Wertheimer, Londres (1838). The Numismatic Chronicle, Royal Numismatic Society. Nätversion